# Диденко, Валерий Антонович
Валерий Антонович Диденко (род. 4 марта 1946, Клязьма, Московская область) — советский гребец-байдарочник, восьмикратный чемпион СССР, чемпион Европы (1967), двукратный чемпион мира (1970, 1971), чемпион Олимпийских игр (1972). Заслуженный мастер спорта СССР (1970).

## Биография
Родился 4 марта 1946 года в посёлке Клязьма Пушкинского района Московской области. Начал заниматься греблей на байдарках в возрасте 14 лет, на протяжении всей спортивной карьеры тренировался под руководством Василия Каверина.
В 1966 году стал чемпионом СССР в классе байдарок-двоек на дистанции 500 метров. С 1967 года добивался наибольших успехов, выступая в классе байдарок-четвёрок. В том же году в составе экипажа, в который также входили Владимир Морозов, Анатолий Гришин и Вячеслав Ионов, завоевал серебряную (1000 м) и золотую (10000 м) медали чемпионата Европы в Дуйсбурге. В 1970—1972 годах вместе с Юрием Филатовым, Юрием Стеценко и Владимиром Морозовым был членом экипажа, который не знал себе равных на дистанции 1000 метров, выиграл золотые награды чемпионатов мира в Копенгагене (1970) и Белграде (1971), а также Олимпийских игр в Мюнхене (1972). 
В 1974 году завершил свою спортивную карьеру. В дальнейшем занимался тренерской деятельностью в ДСО профсоюзов и сборной СССР. С 2006 года в городе Пушкино ежегодно проводятся всероссийские соревнования по гребле на байдарках и каноэ на призы Валерия Диденко и Василия Каверина.

## Образование
Окончил Московский областной педагогический институт имени Н. К. Крупской.